# 骸骨騎士様、只今異世界へお出掛け中
『骸骨騎士様、只今異世界へお出掛け中』（がいこつきしさま、ただいまいせかいへおでかけちゅう）は、秤猿鬼による日本のライトノベル。イラストはKeGが担当している。『小説家になろう』にて2014年10月から2018年7月まで連載された。書籍版がオーバーラップノベルス（オーバーラップ）より2015年6月から刊行されている。2024年4月時点で電子版を含めたシリーズ累計部数は320万部を記録している。
メディアミックスとして、コミカライズ版がウェブコミック配信サイト『コミックガルド』（オーバーラップ）にて、2017年2月から連載され、ウェブコミック配信アプリ『コミックガルド＋』（同社）の提供開始と共に最新話はこちらで配信となる。テレビアニメが2022年4月から6月まで放送された。

## あらすじ
主人公はオンラインゲームを遊んでいる途中に寝落ちしてしまったのだが、次に起きるとどういうわけかそのオンラインゲームの世界に、自身のゲームキャラクターであるアークの姿と能力で転移した。ゲームで装備していた最強クラスの武器防具があり、天騎士になるまでに覚えていた魔法も使え、ゲーム中最大レベルである255までキャラクターを鍛えていたため、アークは異世界での生活に何も不自由を感じなかった。
ただし鎧の中の姿形もキャラクターをそのまま再現した骸骨状態であったため、人前ではモンスターと間違われてしまうため不用意に兜すら脱ぐ事は出来ない。しかしアークは深く思い悩まず、ダークエルフのアリアンや精霊獣のポンタ、獣人のチヨメと共に、気ままに異世界を旅することになった。

## 登場人物
声の項はテレビアニメ版の声優。

### 主要人物
アーク（アーク・ララトイア）
声 - 前野智昭
本作の主人公。オンラインゲーム中に寝落ちし目覚めたらオンラインゲームに似た異世界に、アバターと同じ姿で放り出されていた主人公。性格はお茶目なお人好し。
ゲームキャラクターのアバターを「全身骨格」にしていたため、生身の姿は骸骨そのものである。ゲームの最強装備である「ベレヌスの聖鎧」「夜天の外套」「テウタテスの天盾」「聖雷の剣（カラドボルグ）」を装備しており、鎧で全身を覆っている為鎧や兜を脱がない限り中身が骸骨とは分からない。レベルやステータスは最大まで成長させてあったため、異常な程のパワーがあり、ゲームで設定したジョブである天騎士までに習得していた攻撃魔法・転移魔法・召喚魔法・回復魔法・蘇生魔法が全て使用可能である。
完全な骸骨の状態ではあるが飲食は可能で、飲食した物は何処かへと消えているようだが、本人にもわからず原理は一切不明。
鎧の下が骸骨であることについては最初は隠し通し、目立たず生活する予定だったが、アリアンとの出会いをきっかけに予定を変更することとなり、ディエントの町でのエルフ救出後エルフの里に誘うアリアンに明かす。この時はゲームのキャラクターと言うわけにもいかず、呪いによるものと誤魔化したが、後に試しに自身の腕に解呪魔法を掛けたところ一瞬だけ元に戻り、それによって本当に呪いによるものであったことが判明し、本格的に解呪する方法を探す事となる。
社にあった解呪効果のあった温泉に触れたり飲んだりする事で、一時的に生身に戻る事が出来るのだが、その際、骸骨の時に感じるはずだった感情を一気に受ける為、最初に戻った際は1週間昏睡状態となってしまった。以後は定期的に生身に戻る事で対処している。生身に戻った際の姿は人族ではなく骸骨姿にする前のアバターの姿で、褐色肌・赤目のゲームで言う所のダークエルフ風だった。
龍王によると本来の肉体は別の世界にある状態であり、アーク自身は元の世界に残されたままではないか、と予想している。
ララトイアの里に来た当初は単なる居候だったのが、後に正式にララトイアの里に所属する事になり、アーク・ララトイアと名乗る事になった。
自身の能力が最高レベルの状態ではあるが、異世界側から見ると常識がややズレており、やることなす事が規格外で、うっかりとんでもない事をやらかす事が多い。あくまでもオンラインゲームで操作してただけで本人は戦った経験など無いため、持ち前のパワーとステータスによるゴリ押しが主な戦い方。技術面は低い為、技術が高い相手には苦戦してしまう。
自力でかまどを作ってピザを焼いたり、紫電に木の弾力を利用したサスペンションの機能を持つ鞍を取り付けたりと、手先は非常に器用。またメイラード反応を利用して醤油モドキを作製する等、知識もかなり豊富である。
アバターを「全身骨格」にしたのは「元々は聖騎士だったが、呪いをかけられて骸骨の姿になってしまった」という脳内設定を勝手に作っていたため。前述の誤魔化しもこれを元にしたものである。ちなみにゲームの仲間には「見えないから全く意味がない」と言われていた。
なお、年齢については一切言及されていないが、ウドランのエルフ狩りから助けたエルフの少女に「鎧のおじさん（コミカライズ版では単に「おじさん」）」と呼ばれてもショックを受けていないことから、中年程度と思われる。
アリアン・グレニス・メープル（アリアン・グレニス・ララトイア）
声 - ファイルーズあい
薄紫色の肌と白く長い髪、金色の瞳を持つダークエルフの女性戦士。魔術や剣術、体術に優れている。エルフ解放のために奔走し、捕まったエルフを開放している。
アークとはウドランのエルフ狩りからエルフを助ける際にウドランが人質を取り、そこへアークが割り込む形で遭遇。当初は素顔を見せないことで信用せずアークに剣を向けるが、ポンタが懐いている姿を見て信用し、エルフ解放後にディエントの町でのエルフ救出の協力を依頼、その後はアークの骸骨姿を知った上で自分が住むララトイアに招き、一緒に行動している。アークから渡された「獅子王の剣」を使用している。
ララトイアに到着した直後に、アークのお目付け役という名目で所属変更の申請を行い、メープルの里から故郷ララトイアに所属を変えたため、エルフの慣習に従い名前を変えている（アークはタジエントの獣人奴隷解放後その話題が出るまで把握していなかった）。
アニメ版では第1話にて、路地裏でエルフの情報を手に入れようとしているのをアークが発見し、追いかけようとするも見失ってしまう。このためアニメ版では彼女が最初のエルフとの遭遇となる。その後第3話ではダンカと遭遇した場面がアリアンに差し替えられ、アークが盗賊のアジトである洞窟を襲撃後、洞窟を出てきたところを盗賊の仲間と誤解して襲い掛かり、途中でポンタを見て停戦、ポンタやエルフ狩りについて説明を行う。その後のウドランのエルフ狩りの際は既にアークと顔見知りのため特にトラブルは起きず、順調にエルフを救出する。
チヨメ
声 - 富田美憂
外見は忍者であり獣耳と尻尾を持つ獣人種。初代ハンゾウにより救助された刀心（じんしん）一族の末裔。一族で実力上位に授けられる名“六忍”を襲名している。虐げられていた獣人たちを解放するために様々な所に潜入し、情報を集めて救出を行っており、アークとはディエントでのエルフ解放の際に出会った。「チヨメ」は本名ではなく、代々優秀な忍者が引き継ぐ名前の一つであり、本名は「ミア」。兄弟子である「サスケ」の行方を探している。
アークの鎧の中身が骸骨であることについては、解呪の泉を捜しに行く直前にアークがうっかり鎧を脱いだまま現れたことで知ることとなる。「男性である前に骸骨」と発言する、解呪の泉に浸かった後昏倒して動けない際には砕いて埋葬しようとする等、アンデッドとの区別は出来ていない。
アニメ版ではアークの中身を知るタイミングが早まっており、12話のヒュドラ討伐後にアークが兜を外したことで知り、驚きと恐怖で震えていた。
ポンタ
声 - 稗田寧々
綿毛狐という精霊獣で正式名称は『ベントゥヴォルピーズ』。外見は尻尾が花が開いたかのように毛が束の状態で大きく分かれている黄緑色のキツネで、前足と後足の間に皮膜があり、ムササビのように風を受けて飛ぶことが出来る。盗賊に捕まっていたのを助けられて怪我の治療を受けたことからアークに懐き、共に行動している。名前はアークが尻尾の形状からタンポポを連想し名付けた（ちなみに他の候補はオアゲ、テンプラときつねうどんを連想したもので、ポンタ自身に却下されている）。
綿毛狐は警戒心が強くエルフですら懐くのは稀であるため、懐いていること自体がその人の人格の証明となる。
他の綿毛狐と比較すると人懐っこく、木の実や果物を好んで食べる。アークの兜や肩の上が定位置で、戦闘になると首元にやってきてマフラーのようになっている。
一度、食べ過ぎで極端に太ってしまい、自身の起こした風で飛び上がる事すら出来なくなった為、ダイエットをさせられた事がある。アークが醤油モドキを作った際、その香りを嗅いでフレーメン反応を起こしている。
アニメでは展開が異なり盗賊には捕まっておらず、第2話にてマルカの薬草採取の護衛の依頼の際に怪我をしているところを発見、アークに治療され懐いた。また怪我の原因もマルカに襲い掛かろうとしたジャイアントバジリスクによるものとされている。
紫電
南の大陸に生息する疾駆騎竜（ドリフトプス）と呼ばれる大型爬虫類で外見は6本足のトリケラトプスである。草食であるがそのパワーはアークも本気で相手をしないと抑えられないほど強く、走る速度も6本脚によりかなり速い。ただし、騎乗するためには力試しとして一対一で戦って力を認めさせる必要があり、勝利する事で始めて騎乗することが可能になる。
元々は虎人族が所有していたが、はぐれて迷子になったのを商人が保護し、虎人族に返すことを条件にアークに渡された。その後は虎人族がアークが盗んだと誤解しトラブルの原因となってしまうが、タジエントでの獣人奴隷解放後、友好の証として正式にアークに譲られた。普段はアークが住居として修復を行っている社の回りで生活しており、長距離の移動手段として重宝されている。

### エルフの里
ダンカ・ニール・メープル
声 - 江口拓也
エルフの男戦士で、囚われたエルフの居場所を聞き出す密偵として各地を旅している。物語でアークが最初に出会うエルフであり、彼から綿毛狐の特性やエルフ狩りの話を聞くこととなる。その後ディエントの町にてアリアンの依頼を受けたアークと再会することとなり、共にエルフ救出を行うこととなる。普段はアークたちとは別行動をとっている。息抜きに名物を食べ歩きするのが趣味で、コミカライズ版の単行本3巻以降は描き下ろしで彼が主人公の異世界グルメコミック「ダンカメシ」が掲載されている。
アニメでは第3話での最初の出会いがアリアンに差し替えられたため登場せず、第4話におけるディエントの町でのエルフ救出が初対面となる。
ディラン・ターグ・ララトイア
声 - 鳥海浩輔
アリアンの父。エルフの里・ララトイアの長老。アークの力量を見てみたいと彼に手合わせを申し出る。
グレニス・アルナ・ララトイア
声 - 皆口裕子
アリアンの母。アリアンとイビンの剣術の師でもある。
イビン・グレニス・メープル
声 - 大久保瑠美
アリアンの姉。

### ローデン王国
カルロン・デルフリト・ローデン・オーラヴ
声 - 菊池通武
ローデン王国の国王。
セクト・ロンダル・カルロン・ローデン・サディエ
声 - 河西健吾
ローデン王国第一王子。
自分が確実に王位を継ぐため、ダカレスとユリアーナの殺害をもくろむも、アークによってユリアーナ殺害は失敗に終わる。
ダカレス・シシエ・カルロン・ローデン・ヴェトラン
声 - 濱野大輝
ローデン王国第二王子。亜人種を奴隷として売るエツアト商会と裏で繋がっている。
セクトの策略によって殺害され、ユリアーナ殺害の犯人に仕立て上げられた。
ユリアーナ・メロル・メリッサ・ローデン・オーラヴ
声 - 大西沙織
ローデン王国第二王女で、セリアーナ（元第一王女）の妹。
エルフと友好的な関係を築くことを目指しており、セクト、ダカレスとは対立関係にある。
エルフとの交渉の為リンブルト大公国に向かう途中、セクトの策略により一度殺害されるが、たまたま通りがかったアークによって蘇生され、無事リンブルト大公国に到着する。
蘇生を受けた際一瞬だけ意識を取り戻しており、蘇生魔術を使うアークの背中をわずかに目撃し、「天使」と称した。
フェルナ
声 - 逢田梨香子
ユリアーナの侍女兼側近。リンブルト大公国に向かう途中、ユリアーナと一緒に殺害されるが、アークによって蘇生される。
セトリオン
声 - 白石稔
ローデン王国の王軍を率いる将軍。ダカレスの付き人。裏でセクト派閥に属しセクトの命でダカレスを殺害した。

### ノーザン王国
アスパルフ・ノーザン・ソウリ
ノーザン王国の国王。
リィル・ノーザン・ソウリア
ノーザン王国の第1王女。語尾に「じゃ」を付けて話す。
ザハル・バハロヴ
リィルの筆頭護衛騎士。
ニーナ・ドゥ・アブロア
リィルの護衛騎士の女性。

### その他
セリアーナ・メリア・ドゥ・オーラヴ・ティシエント
声 - 山根綺
リンブルト大公国の大公妃で、ローデン王国の元第一王女。ユリアーナの姉で、妹想い。リンブルト大公国に嫁いでいるためローデン王国の第一王女は欠番になっている。
ドミティアヌス・レブラン・ヴァレティアフェルベ
声 - 石田彰
神聖レブラン帝国皇帝。
フンバ・スドゥ・ロゾバンヤ
声 - 中井和哉
少数民族ロゾバンヤの魔獣呪術師。ドミティアヌス皇帝の配下。人間を魔獣の餌にしている。
トライトン・ドゥ・ディエント
声 - 宇垣秀成
ディエント侯爵領の領主。第2王子ダカレスの派閥に属し、第1王子セクト派のルビエルテ子爵の娘ローレンを妨害するため野盗を使い殺害を企てるが、通りすがりのアークに倒され計画は失敗に終わる。
また、エルフの人狩りを行い人身売買を行っているが、のちにアークとアリアンの襲撃を受ける。
ウドラン
声 - 高梨謙吾
トライトンの息子。わがままで、父親の許可なく勝手に行動している。勝手にエルフ狩りに同行して、エルフの子供たちを痛ぶりアリアンを蹂躙しようとするが、突如現れたアークに返り討ちにされる。
気の強い女性は興味ないが、蹂躙するのは好き。
カーシー
声 - 田丸篤志
エルフの魔獣研究者。周囲の人間たちには見下されておらず、堂々とエルフとして行動をしている。
ローレン・ラーライア・ドゥ・ルビエルテ
声 - 久住琳
ルビエルテ領主の娘。
馬車での移動中にトライトンに雇われた盗賊に襲われるが、異世界に来たばかりのアークに助けられる。
リタ
ローレンに仕えるメイド。
ローレンと共にトライトンに雇われた盗賊に襲われるが、異世界に来たばかりのアークに助けられる。
マルカ
とある村の一人娘。母親にプレゼントするため薬草の採取を母親に内緒で依頼し、アークが請け負った。
身体能力は割と高く、かなり高低差のある坂を躊躇無く降りれる。
採取中にジャイアントバシリスクに襲われるが、アークによって守られる。

## 評価
書籍第2巻・3巻・5巻が書泉ブックタワーによるライトノベル週間ランキングで共に最高7位となった。
このライトノベルがすごい! 2017において「事件があれば手を貸してしまうお人好しな骸骨騎士の活躍にワクワクが止まらない。ゲームで鍛えた剣技や魔法で悪役相手に無双する様は痛快」と評されている。

## 既刊一覧

### 小説
- 秤猿鬼（著）・KeG（イラスト） 『骸骨騎士様、只今異世界へお出掛け中』 オーバーラップ〈オーバーラップノベルス〉、既刊10巻（2022年3月25日現在）
  1. 2015年6月25日初版第一刷発行（同日発売[16]）、ISBN 978-4-86554-054-3
  2. 2015年10月25日初版第一刷発行（同日発売[17]）、ISBN 978-4-86554-075-8
  3. 2016年3月25日初版第一刷発行（同日発売[18]）、ISBN 978-4-86554-109-0
  4. 2016年7月25日初版第一刷発行（同日発売[19]）、ISBN 978-4-86554-146-5
  5. 2016年11月25日初版第一刷発行（同日発売[20]）、ISBN 978-4-86554-169-4
  6. 2017年4月25日初版第一刷発行（同日発売[21]）、ISBN 978-4-86554-209-7
  7. 2017年8月25日初版第一刷発行（同日発売[22]）、ISBN 978-4-86554-249-3
  8. 2018年3月25日初版第一刷発行（同日発売[23]）、ISBN 978-4-86554-318-6
  9. 2019年3月25日初版第一刷発行（同日発売[24]）、ISBN 978-4-86554-432-9
  10. 2022年3月25日初版第一刷発行（同日発売[25]）、ISBN 978-4-86554-549-4

### 漫画
- 秤猿鬼（原作）・KeG（キャラクター原案）・サワノアキラ（作画） 『骸骨騎士様、只今異世界へお出掛け中』 オーバーラップ〈ガルドコミックス〉、既刊14巻（2025年6月25日現在）
  1. 2017年8月25日初版第1刷発行（同日発売[26]）、ISBN 978-4-86554-252-3
  2. 2018年2月25日初版第1刷発行（同日発売[27]）、ISBN 978-4-86554-322-3
  3. 2018年9月25日初版第1刷発行（同日発売[28]）、ISBN 978-4-86554-398-8
  4. 2019年3月25日初版第1刷発行（同日発売[29]）、ISBN 978-4-86554-468-8
  5. 2019年9月25日初版第1刷発行（同日発売[30]）、ISBN 978-4-86554-552-4
  6. 2020年2月25日初版第1刷発行（同日発売[31]）、ISBN 978-4-86554-619-4
  7. 2020年8月25日初版第1刷発行（同日発売[32]）、ISBN 978-4-86554-733-7
  8. 2021年4月25日初版第1刷発行（同日発売[33]）、ISBN 978-4-86554-904-1
  9. 2021年9月25日初版第1刷発行（同日発売[34]）、ISBN 978-4-8240-0011-8
  10. 2022年3月25日初版第1刷発行（同日発売[35]）、ISBN 978-4-8240-0141-2
  11. 2022年7月25日初版第1刷発行（同日発売[36]）、ISBN 978-4-8240-0254-9
  12. 2023年3月25日初版第1刷発行（同日発売[37]）、ISBN 978-4-8240-0453-6
  13. 2024年4月25日初版第1刷発行（同日発売[38]）、ISBN 978-4-8240-0813-8
  14. 2025年6月25日初版第1刷発行（同日発売[39]）、ISBN 978-4-8240-1234-0

## テレビアニメ
オーバーラップ文庫8周年記念配信イベント「ありふれた放送で世界最強」にてアニメ化が発表され、2022年4月から6月までAT-Xほかにて放送された。
各話の放送後には、コミカライズ版を担当するサワノアキラ描き下ろしのアニメ連動番外編コミックがアプリ「コミックガルド+」にて2週間無料公開されている（ウェブサイト「コミックガルド」でも1週遅れで1週間公開）。
2024年12月に開催されたイベントで、第2期制作決定が発表された。

### スタッフ
- 原作 - 秤猿鬼[44]
- キャラクター原案 - KeG[44]
- 原作コミック - サワノアキラ[44]
- 監督 - 小野勝巳[44]
- 助監督 - 吉川志我津[9]
- シリーズ構成 - 菊池たけし[44]
- キャラクターデザイン - 今西亨[44]
- サブキャラクターデザイン - 井上英紀[8]
- モンスターデザイン - 長森佳容[8]
- プロップデザイン - 杉村友和[8]
- 色彩設計 - 中村千穂[8]
- 美術監督 - 坪井健太[8]
- 美術設定 - 平澤晃弘[8]
- 3DCGディレクター - 広沢範光[8]
- 撮影監督 - 山本聖[8]
- 編集 - 近藤勇二[8]
- 音響監督 - 本山哲[8]
- 音楽 - eba、伊藤翼[44]
- 音楽制作 - ポニーキャニオン[8]
- 音楽プロデューサー - 野島鉄平[9]
- プロデューサー - 吉田翔平[9]、臼井久人[9]、楊國祥[9]、山岡勇輝[9]、吉田健人[9]、飯塚彩[9]、野島鉄平[9]
- 制作プロデューサー - 上間康弘[9]
- アニメーションプロデューサー - 八田正宣[9]
- アニメーション制作 - スタジオKAI×HORNETS[44]
- 製作 - 骸骨騎士様製作委員会（オーバーラップ、クランチロール、MUSE、ドコモ・アニメストア、MAGNET、AT-X、ポニーキャニオン）

### 主題歌
「嗚呼、我が浪漫の道よ」
PelleK（ペルケイ）によるオープニングテーマ。作詞はhotaru、作曲・編曲はeba。PelleKは日本のアニメソング・特撮ソングの「歌ってみた」動画を9年以上投稿して388万人を超えるチャンネル登録者がいるノルウェー人シンガーで、「日本のアニメのOPテーマの歌唱をオファーされた時は本当に驚きました。大のアニメファンなので、夢が叶った瞬間でした」とコメントしている。
「僕らが愚かだなんて誰が言った」
DIALOGUE+によるエンディングテーマ。作詞・作曲は田淵智也、編曲はkz。

### 評価
「読者が選ぶアニメキャラ大賞2022」において、アリアンが「美しかったで賞」で10位を獲得している。

### 各話リスト
| 話数   | サブタイトル                       | シナリオ   | 絵コンテ   | 演出           | 作画監督                                               | 総作画監督             | 初放送日      |
| ------ | ---------------------------------- | ---------- | ---------- | -------------- | ------------------------------------------------------ | ---------------------- | ------------- |
| 第1話  | 流浪の騎士、世直し旅にて候ふ       | 菊池たけし | 小野勝巳   | 吉川志我津     | 今西亨 小畑賢                                          | -                      | 2022年 4月7日 |
| 第2話  | 初仕事、少女の願いと忍び寄る影     | 菊池たけし | 吉川志我津 | 吉川志我津     | 熊田明子 芝田千紗                                      | 今西亨                 | 4月14日       |
| 第3話  | 凜々しきエルフは同胞が為に舞う     | 菊池たけし | 佃泰佑     | 三浦慧         | 若山和人 東亮太 中山見都美 三島詠子 月田文律 南井尚子  | 田中穣 熊田明子        | 4月21日       |
| 第4話  | 潜入、奴隷商!世に蔓延る悪を探れ    | 菊池たけし | 成田巧     | 高橋幸雄       | 熊田明子 芝田千紗 井上英紀                             | 今西亨                 | 4月28日       |
| 第5話  | 明かされる秘密と紡がれる絆         | 菊池たけし | 小野勝巳   | 小高義規       | 田中穣                                                 | 今西亨                 | 5月5日        |
| 第6話  | エルフの里で触れる異世界の深淵     | 根元歳三   | 福島利規   | にしづきあらた | 芝田千紗 村田憲泰                                      | 田中穣 熊田明子        | 5月12日       |
| 第7話  | 理想に燃ゆる王女に奇跡が舞い降りた | 根元歳三   | 小高義規   | 小高義規       | 志水よしこ 武内啓                                      | 田中穣 熊田明子        | 5月19日       |
| 第8話  | 共闘!獣人の友と闇夜を駆ける        | 根元歳三   | 大原実     | 高橋幸雄       | 松本朋之 近藤優次                                      | 田中穣 熊田明子        | 5月26日       |
| 第9話  | 揺れ動く王都と乙女の誓い           | 根元歳三   | 藤本さとる | 藤本さとる     | 藤本さとる                                             | -                      | 6月2日        |
| 第10話 | 砂漠で見つけし明日への希望         | 菊池たけし | 吉川志我津 | 吉川志我津     | 平馬浩司 武内啓 川口弘明 飯飼一幸 StudioEverGreen      | 田中穣 熊田明子        | 6月9日        |
| 第11話 | 蛮族の魔獣使いは闇に嗤う           | 菊池たけし | 大原実     | 福島利規       | 志水よしこ 武内啓 山科和佳菜 田中穣 4tune              | 田中穣 熊田明子 今西亨 | 6月16日       |
| 第12話 | 異世界の悪を我は斬る！             | 菊池たけし | 小野勝巳   | 高橋幸雄       | 熊田明子 佐賀野桜子 石崎裕子 小川みずえ STUDIO MASSKET | 今西亨                 | 6月23日       |

### 放送局
| 放送期間               | 放送時間                     | 放送局     | 対象地域 | 備考                                            |
| ---------------------- | ---------------------------- | ---------- | -------- | ----------------------------------------------- |
| 2022年4月7日 - 6月23日 | 木曜 23:30 - 金曜 0:00       | AT-X       | 日本全域 | 製作参加 / CS放送 / 字幕放送 / リピート放送あり |
| 2022年4月8日 - 6月24日 | 金曜 0:30 - 1:00（木曜深夜） | TOKYO MX   | 東京都   |                                                 |
|                        |                              | サンテレビ | 兵庫県   |                                                 |
|                        | 金曜 1:00 - 1:30（木曜深夜） | BS11       | 日本全域 | BS放送 / 『ANIME+』枠                           |

| 配信開始日    | 配信時間                   | 配信サイト |
| ------------- | -------------------------- | --- |
| 2022年4月8日  | 金曜 0:00（木曜深夜） 更新 | dアニメストア Amazon Prime Video |
| 2022年4月14日 | 木曜 23:30 更新            | ABEMAビデオ Netflix Hulu バンダイチャンネル GYAO! TELASA J:COMオンデマンド milplus auスマートパスプレミアム U-NEXT アニメ放題 ひかりTV FOD ニコニコチャンネル [ 51 ] Disney+ Rakuten TV ビデオマーケット DMM.com HAPPY!動画 ムービーフルPlus クランクイン!ビデオ |
|               | 木曜 23:30 - 金曜 0:00     | ABEMA |
|               |                            | ニコニコ生放送 |

### Webラジオ
Webラジオ『骸骨騎士様、只今ラジオへお出掛け中』が2022年1月28日より音泉にて月1回配信。パーソナリティはアーク役の前野智昭とポンタ役の稗田寧々。全15回。

#### ゲスト
- 第02・10・11・15回（2月18日・5月20日・5月27日・6月24日） 富田美憂
- 第04・05・15回（4月8日・4月15日・6月24日） ファイルーズあい
- 第08回（5月6日） 河西健吾
- 第12回（6月3日） 竹内良太